# Zbigniew Świętochowski

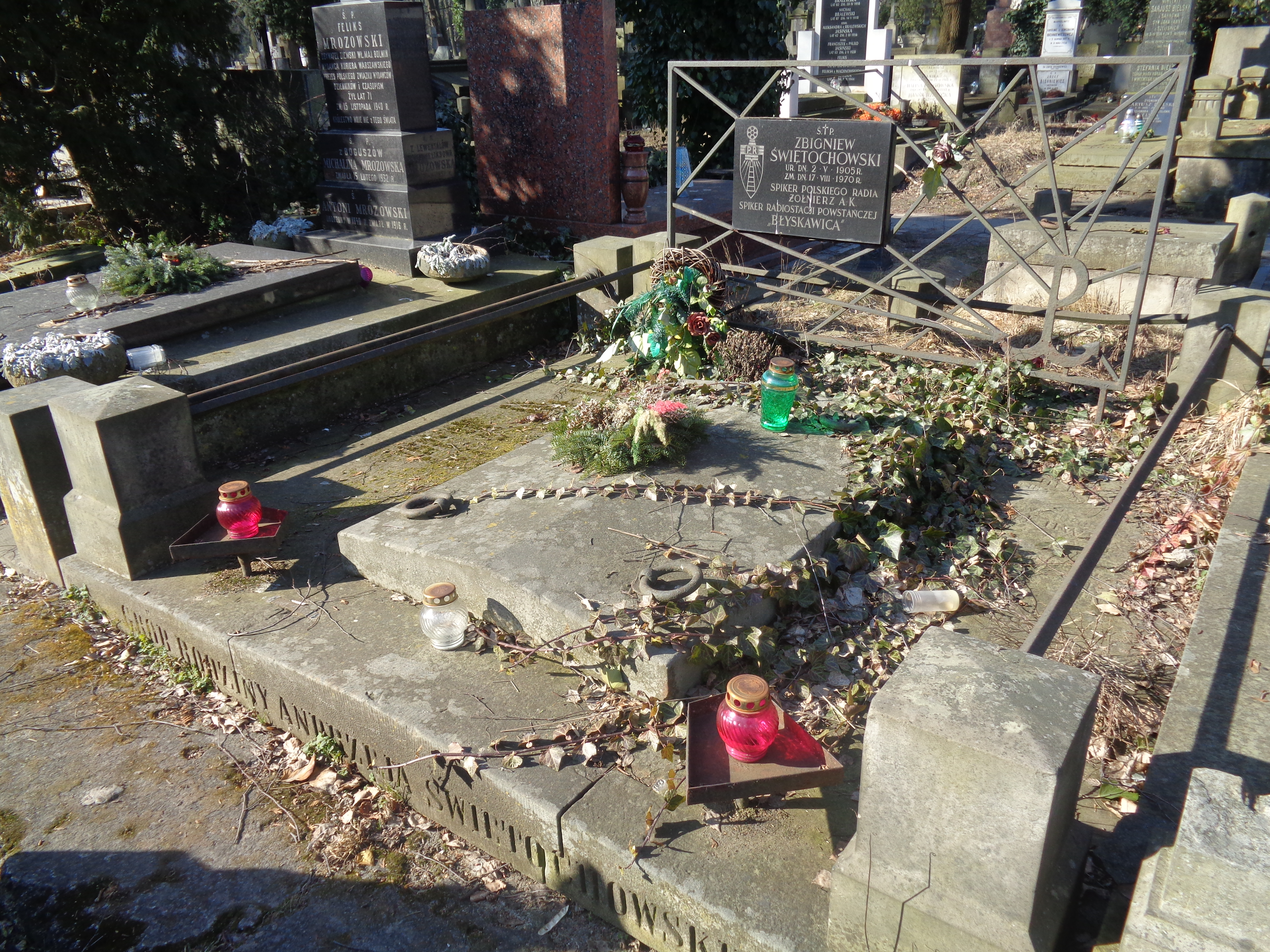
Nagrobek Zbigniewa Świętochowskiego na Cmentarzu Powązkowskim

Zbigniew Świętochowski ps. „Krzysztof” (ur. 2 maja 1905 w Warszawie, zm. 17 sierpnia 1970 tamże) – polski spiker i lektor radiowy.

## Życiorys
Urodził się w 1905. Od 1930 pracował jako spiker i lektor Polskiego Radia.
1 września 1939 o godz. 6:30, przerywając planowy program radiowy, wygłosił komunikat informujący o rozpoczęciu II wojny światowej w pierwszym dniu kampanii wrześniowej (tuż po nim został wyemitowany tekst przemówienia, rozpoczynający się od słów A więc wojna…, nagrany dwa dni wcześniej i wygłoszony przez aktora Józefa Małgorzewskiego):

Halo, halo! Tu Warszawa i wszystkie rozgłośnie Polskiego Radia. Dziś rano o godzinie piątej minut czterdzieści oddziały niemieckie przekroczyły granicę polską łamiąc pakt o nieagresji. Bombardowano szereg miast. Za chwilę usłyszą Państwo komunikat specjalny.

W czasie okupacji niemieckiej zaangażował się w działalność konspiracyjną. Został żołnierzem Armii Krajowej i działał w ramach małego sabotażu. Był m.in. autorem sloganu Chcesz umierać na suchoty – jedź do Niemiec na roboty wykorzystywanego do walki z akcją rekrutacyjną warszawskiego Arbeitsamtu. Działał w strukturze Oddziału VI Biura Informacji i Propagandy (BiP) Komendy Głównej Armii Krajowej.
Po wybuchu powstania warszawskiego był jednym ze spikerów radiostacji powstańczej AK „Błyskawica”, m.in. odczytując pierwszy komunikat w dniu 8 sierpnia 1944:

Halo, tu mówi „Błyskawica”! Stacja nadawcza Armii Krajowej w Warszawie, na fali 32,8 oraz 52,1 m. Duch Warszawy jest wspaniały. Wspaniałe są kobiety Warszawy. Są wszędzie; na linii razem z żołnierzami lub jako sanitariuszki albo też łączniczki. Nawet dzieci ożywione są cudownym duchem męstwa. Pozdrawiamy wszystkich wolność miłujących ludzi świata! Żołnierzy Polski walczących we Włoszech i we Francji, polskich lotników i marynarzy.

Po wojnie nadal był spikerem Warszawskiej Rozgłośni Centralnej Polskiego Radia od 1946 do 1970. Pomiędzy 1969 a 1970 otrzymał nagrodę „Złoty Mikrofon”.
Zmarł 17 sierpnia 1970 i został pochowany na cmentarzu Powązkowskim w Warszawie (kwatera R, rząd V, miejsce 16).